# Mickey Walker
Michelle Walker (Leeds, 17 december 1952), beter bekend als Mickey Walker is een golfprofessional in de ruime zin des woords, als tourspeelster, als coach en captain bij internationale teamtoernooien, als schrijfster en commentator. 
Als amateur won Mickey Walker in 1971 en 1972 het Brits Amateurkampioenschap, en in 1973 verloor zij op Carnoustie de finale van landgenote Ann Irvin. 

## Tourspeelster
Mickey Walker speelde enkele jaren op de Amerikaanse LPGA Tour. Toen in Europa, mede door haar, in 1979 de Ladies European Tour werd opgericht, keerde zij terug en speelde daar ook nog in zes seizoenen 95 toernooien. In 1981 werd zij aangesteld als voorzitter van de Europese Tour.

##### Gewonnen
O.a.
- 1971: Brits Amateur op Alwoodley Golf Club, finaliste was de Schotse Beverly Huke
- 1972: Brits Amateur op Hunstanton Golf Club, finaliste was de Franse Claudine Clos - Rubin
- 1990: Golf Writer's Trophy

## Teaching pro
Van 1986 - 2001 was Walker head-professional bij de Warren Club in Essex. In die periode was Walker niet alleen in 1990 captain van het Europese team tijdens de eerste Solheim Cup, maar ook in 1992, toen Europa won, en in 1994 en 1996. Ook was zij coach van het Curtis Cup team in 1994, 1996 en 1998. 

## Pers
Walker was ook uitgever van het Engelse 'Golf Magazine Editor', en sinds 2002 adviseur van het 'Lady Golfer Magazine'. Op televisie was zij commentator bij SKY TV.
Walker richtte het Mickey Walker Management bedrijf op en organiseerde bedrijfsdagen en toernooien. Zij organiseert ook golfreizen, eerst ging ze drie keer naar China, in 2009 ging ze naar Vietnam en Cambodia, in 2010 gaat ze naar Chili (zie [dode link]).
Samen met Nick Wright schreef zij in 2002 een boek: "Women's Golf". In het Frans heet het "Le Golf au feminin". Wright schreef meer boeken over golf, o.a. "Junior Golf" met Colin Montgomerie.

## Onderscheidingen
- In 1993 werd zij onderscheiden met een benoeming tot Officier in de Orde van het Britse Rijk voor haar verdiensten in de golfwereld.
- In 1996 werd zij erelid van de PGA.